# Ботсфьорд
Ботсфьорд (норв. Båtsfjord,сев.‑саам. Báhcavuotna) — коммуна в губернии Финнмарк в Норвегии. Административный центр коммуны — город Ботсфьорд. Официальный язык коммуны — нейтральный. Население коммуны на 2007 год составляло 2090 чел. Площадь коммуны Ботсфьорд — 1433,37 км², код-идентификатор — 2028.

## История населения коммуны
Население коммуны за последние 60 лет.

Статистика коммуны Ботсфьорд